# 大阪府立清水谷高等学校の人物一覧
大阪府立清水谷高等学校の人物一覧（おおさかふりつしみずだにこうとうがっこうじんぶついちらん）は、大阪府立清水谷高等学校およびその前身校の主な出身者・教員・関係者などについての一覧である。

## 著名な出身者

### 政治
- 山本孝史 - 元参議院議員、元衆議院議員（高20）
- 中野隆司 - 大阪府議会議員、大阪維新の会所属
- 山本健治 - 元大阪府議会議員、元高槻市議会議員、フリーライター
- 長谷川俊英 - 堺市議会議員

### 行政
- 有冨寛一郎 - 元総務省総務審議官
- 谷口禎一 - 元外務省駐イスラエル大使、駐ニュージーランド大使、在米国ボストン総領事、関西担当大使
- 廣瀬徹也 - アジア・太平洋国会議員連合事務総長。元国際連合開発計画東京事務所長、外務省駐アゼルバイジャン大使

### 経済
- 尾﨑公子 - 大阪商工会議所女性会 名誉会長、オザックス取締役相談役。旭日双光章受章（本科37）
- 平田泰章 - 元神戸製鋼所（神鋼）副社長。担当部長として、神鋼ラグビー部を率いて、初のラグビー日本一を達成
- 岡野忠雄 - 元JR貨物常務取締役
- 森正行 - コネテレ社長、テレビプロデューサー
- 橘田喜和 - 元野村証券副社長（高10）
- 川端嘉人 - 現代美術アーティスト、缶詰バー「mr.kanso」を展開する「クリーン･ブラザーズ」創業者
- 田中由弘 - たこ焼きチェーン「大阪アメリカ村甲賀流」代表取締役社長

### 学者
- 森本治枝 - 女性数学者の草分け。夫も数学者森本清吾、子は「森本おじさん」こと天文学者森本雅樹、西洋史学者森本芳樹など
- 磯部琇三 - 元国立天文台准教授、日本スペースガード協会会長
- 小田章 - 元和歌山大学学長（高14）
- 松岡博 - 元帝塚山大学学長、元大阪大学副学長、弁護士（高9）
- 島崎靖久 - 千里金蘭大学理事長・学長。山形大学名誉教授
- 入口豊 - びわこ成蹊スポーツ大学学長。大阪教育大学元理事・副学長（高21）
- 服部正平 - 東京大学大学院新領域創成科学研究科教授（高20）
- 林祥剛 - 病理学者、神戸大学名誉教授（高25）
- 小畑力人 - 観光学者、元和歌山大学理事、大学入試改革で著名（高17）
- 杉本末雄 - システム制御工学者、元立命館大学名誉教授、GPS研究で著名（高17）
- 碓井照子 - 奈良大学文学部教授、GISの先駆者、元GIS学会会長（高18）
- 伊藤忠通 - 奈良県立大学学長（高24）
- 堀口安彦 - 大阪大学微生物病研究所教授、分子細菌学の専門家（高30）
- 養父志乃夫 - 和歌山大学大学院システム工学研究科教授、ビオトープの専門家（高28）
- 山手正史 - 慶應義塾大学法科大学院教授（高27）
- 宇佐見太市 - 関西大学外国語学部教授（高20）
- 上善恒雄 - 街づくり・ユビキタス研究、大阪電気通信大学教授（デジタルゲーム）
- 安井重哉 - 公立はこだて未来大学教授。ソニーVAIOUIなど設計。デザイナー
- 谷口真由美 - 大阪国際大学准教授
- 瀬尾芙巳子 - 京都大学名誉教授
- 矢野米雄 - 計算機科学者、徳島大学名誉教授（高16）
- 澤田淳 - 京都第二赤十字病院前院長、京都府立医科大学名誉教授
- 高垣忠一郎 - 臨床心理学者、立命館大学名誉教授（高14）
- 岡部守 - 農学者、東京農業大学名誉教授（高16）

### 文学・芸術・芸能
- 森田松子（谷崎松子） - 作家谷崎潤一郎の夫人で、小説「細雪」四姉妹のモデル
- 山口波津女 - 俳人。山口誓子の妻
- 大橋敦子 - 俳人。『雨月』主宰
- 花谷和子 - 俳人
- 牧野文子 - 詩人、翻訳家。苦楽園開発の実業家中村伊三郎の娘。
- 山下実 - 作家
- 桝井寿郎 - 作家、井原西鶴などの日本文学研究者で「井原西鶴賞」を創設。梅花短期大学名誉教授
- 塚本靑史 - 歴史小説家（高20）
- 武部好伸 - エッセイスト、元読売新聞記者
- スージー鈴木 - 音楽評論家、野球評論家、ラジオパーソナリティ
- 須田泰成 - 脚本家、男性コメディ研究家、放送作家
- 神田桂一 - フリーライター、編集者
- 妣田圭子 - 「草絵」画家、舞踏家
- 木谷千種（吉岡英子） - 画家、美人画。夫は演劇研究家（近松門左衛門研究家）の木谷蓬吟
- 東孝光 - 建築家、6坪のコンクリート住宅「塔の家」、大阪大学名誉教授
- 村上勝和 - 演出家、VFX制作
- 竹本咲寿太夫 - 文楽太夫
- 浦田博信 - 作曲家
- 湯浅富士郎 - オペラ歌手 (高13)
- 高谷秀司 - ギタリスト
- 友井唯起子 - プリマバレリーナ。法村友井バレエ団創設者
- 豊川悦司 - 俳優
- 安藤亮司 - 俳優
- 河東けい - 女優、演出家
- たくませいこ - 女優
- 中野菜保子 - 女優、劇団上海自転車主宰。作家、演出家
- 多加野詩子 - 女優、スタント・パーソン
- 伶美うらら - 元宝塚歌劇団宙組娘役
- 川西賢志郎 - お笑い芸人、漫才師（元和牛）
- 柴田昌平 - 映画監督（卒業は東京都立駒場高等学校）
- 沖村志宏 - 映画カメラマン
- 高田宏治 - 東映作品や角川映画作品の脚本家
- きだつよし - 脚本家、俳優
- 桂福車 - 落語家
- 跡部蛮 - 歴史作家・研究家

### スポーツ
- 肥塚一晃 - 元サッカー選手、サッカー指導者、明星高校体育教師
- 金光秀憲 - 元プロ野球選手
- 森山漠 - ラグビー選手

### その他
- 川嶋紀子 - 秋篠宮文仁親王妃の祖母、元眞子内親王、佳子内親王、悠仁親王の曾祖母
- 小山美秀子 - 宗教法人神慈秀明会創始者
- 丸岡修 - 元日本赤軍テロリスト
- 川崎裕子 - 弁護士、大阪弁護士会副会長（高22）
- ジョーブログ - 金沢仁宏、Youtuber、紺綬褒章受章者

## 歴代校長・教職員
- 大村忠二郎 - 初代校長
- 薄恕一 - 初代校医
- 藤沢茂登一 - 2代校長
- 生田鹿之丞 - 3代校長
- 高柳清 - 4代校長
- 西由巳 - 5代校長
- 永井幸次 - 音楽家、大阪音楽大学の創設者、「大阪府立清水谷高等女学校」時代の校歌を作曲
- 池内友次郎 - 音楽家、現校歌を作曲
- 吉永孝雄 - 文楽研究者、羽衣学園短期大学（現羽衣国際大学）元学長